# 半硬式飛船
半硬式飛船（Semi-rigid Airship）是一種有一條堅硬龍骨支撐整個外型的飛船。龍骨可能是部分可彎區或可以像關節一樣轉動的，龍骨也會位在飛船的內部或外部。飛行船的外形由內裝氣體的壓力支撐。
半硬式飛行船盛行於19世紀晚期，但到1930年代晚期和硬式飛船一起退流行。在1997年時又造了一架齊柏林NT半硬式飛行船出來。
半硬式飛行船的結構部分比硬式飛行船的結構部分更輕。同時它的裝載量因為有龍骨框架也比軟式飛行船更大。

## 參見

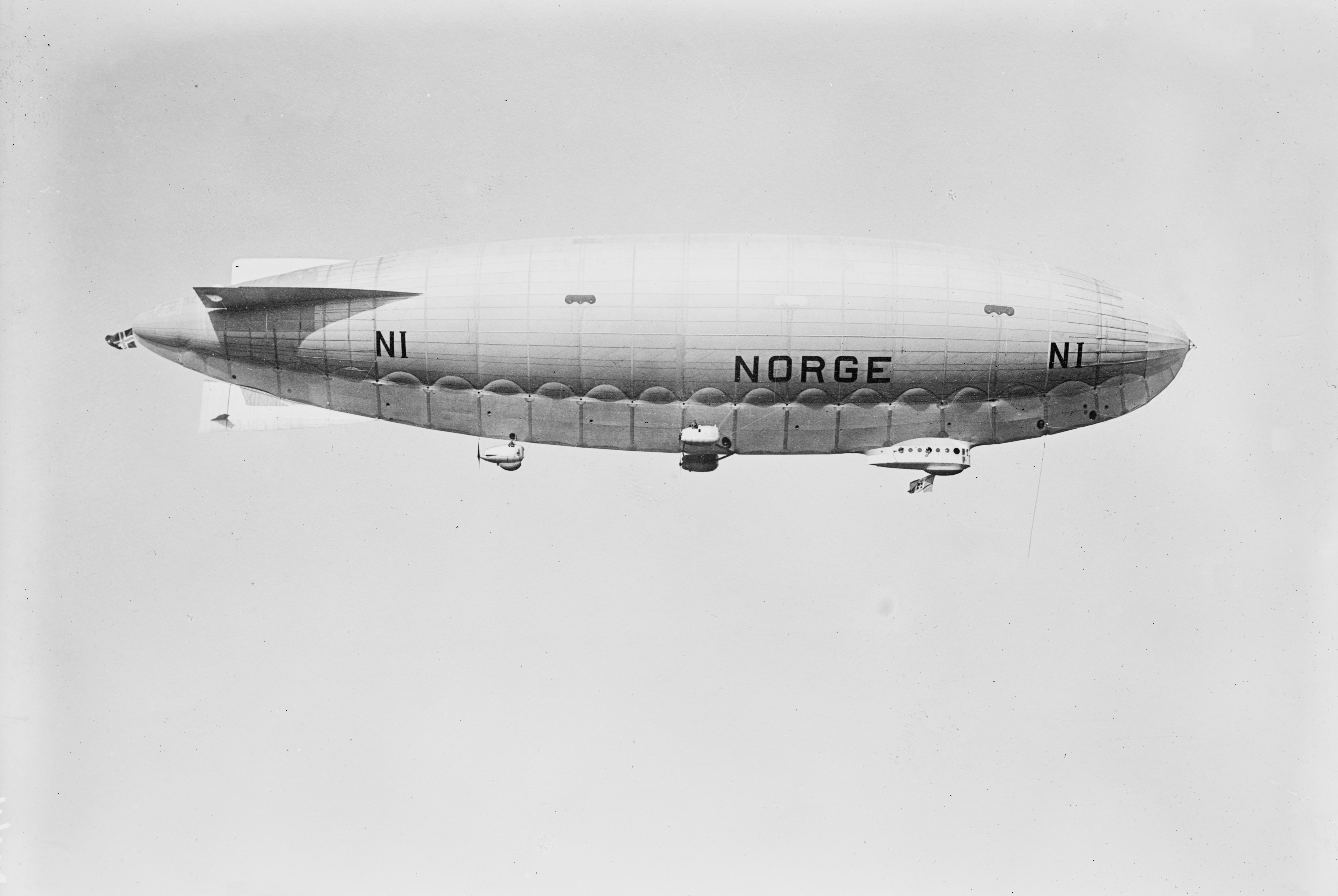
義大利探險者Umberto Nobile在1926年以他的半硬式飛行船Norge穿越北極。